# Фер Плеј (Јужна Каролина)
Фер Плеј (енгл. Fair Play) насељено је место без административног статуса у америчкој савезној држави Јужна Каролина.

## Демографија
По попису из 2010. године број становника је 687.
| Група             | 2000.    | 2010.       |
| Белци             | 0 (0,0%) | 648 (94,3%) |
| Афроамериканци    | 0 (0,0%) | 3 (0,4%)    |
| Азијати           | 0 (0,0%) | 6 (0,9%)    |
| Хиспаноамериканци | 0 (0,0%) | 15 (2,2%)   |
| Укупно            | 0        | 687         |